# لودغر فورست
لودغر فورست هو سياسي كندي، ولد في 20 ديسمبر 1826، وتوفي في 16 أبريل 1903. حزبياً، نشط في حزب كيبيك الليبرالي. وقد انتخب عضو الجمعية الوطنية في كيبك ‏.